# Иевские
Иевские — русский дворянский род.
Происходит от Ивана Иевского, служившего при Дмитрии Донском в Кашире. Трое из Иевских были убиты в сражениях.
При подаче документов в 1686 году, для внесения рода в Бархатную книгу, была предоставлена родословная роспись Иевских, затребована (13 марта 1690) выписка Разрядного приказа об Иевских из каширских десятен (1556, 1597, 1604 и 1622) и только после челобитной Логина Иевского (1701) данная выписка была направлена в Поместный приказ.
Род Иевских внесён в VI и II части родословной книги Воронежской и Тульской губерний.

## Известные представители
- Иевский Феоктист Давыдович — московский дворянин (1671—1677).
- Иевские: Максим Андреевич, Феоктист Фёдорович, Василий Яковлевич — московские дворяне (1692)[2].